# Джон из Эверсдена
Джон из Эверсдена или Эверисдена (англ. John of Eversden, John of Everisden; лат. Johannes Everisdenus, Johannes Everistinus, ум. между 1315 и 1336 годами) — английский хронист, монах-бенедиктинец из аббатства в Бери-Сент-Эдмундс (Суффолк), автор всемирной латинской хроники. 

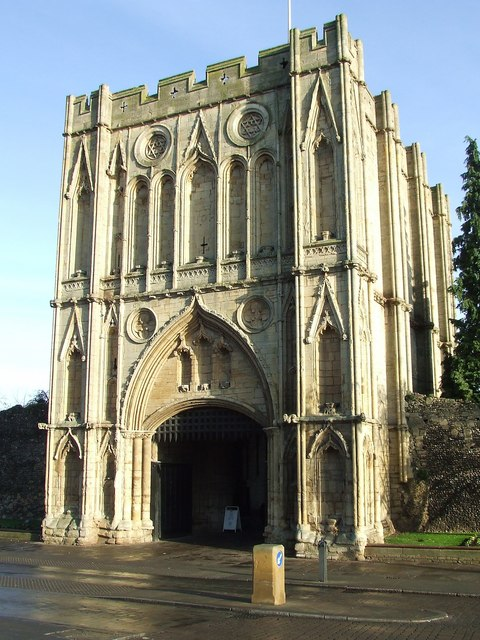
Нормандская башня с восточными воротами аббатства Бери-Сент-Эдмундс, XII в.

## Биография
Предположительно являлся уроженцем одной из двух деревень, Грейт-Эверсдена или Литл-Эверсдена, неподалеку от Кэкстона в Кембриджшире. В 1255 году вступил в орден бенедиктинцев и принял постриг в аббатстве Бери-Сент-Эдмундс. 
В 1294 году заведовал монастырской кухней, с 1296 года был келарем. В сентябре 1300 года совершил поездку в Нортгемптоншир, чтобы уладить земельные споры из-за монастырских владений в Уорктоне. Упоминается в булле папы Бонифация VIII от 1 июня 1301 года, подтверждающей избрание настоятелем обители Томаса Тоттингтона. В январе 1307 года  в качестве проректора аббатства присутствовал на заседании парламента в Карлайле. 
При жизни прославился не только в качестве хрониста, но также поэта и мастера пера. Более о жизни его ничего неизвестно, вероятно, он скончался в Бери-Сент-Эдмундсе не позже 1336 года.

## Сочинения
Основным историческим трудом Джона из Эверсдена является латинская хроника «Летопись событий от сотворения мира» (лат. Series temporum ab initio mundi), сообщения которой в рукописи (MS No. 92) из библиотеки колледжа Корпус-Кристи Кембриджского университета оканчиваются 1295 годом. 
В другой рукописи (Norfolk MS 30) из собрания Геральдической палаты (Британская библиотека) записи оканчиваются 1296 годом, после которого следуют сделанные другим почерком дополнения до 1301 года, затем до 1313 года следует перерыв. После появляется несколько незначительных записей новым почерком до 1334 года и, наконец, дополнений до 1382 года почерком третьим. Следовательно, сам Джон из Эверсдена окончил свою работу над хроникой в 1301, или даже в 1296 году. 
Основными источниками для первой части сочинения Джона из Эверсдена, содержащей сообщения до 1152 года, послужили хроники Иоанна Вустерcкого, Генриха Хантингдонского и его продолжателей, для второй, доведённой до 1265 года — хроника монаха из Бери-Сент-Эдмундс Джона де Такстера. Последняя часть, охватывающая 36 лет (1265—1301), содержит оригинальные сведения и представляет ценность для историков. Ещё в конце XIII века сведения из неё предположительно использованы были Джоном из Окснеда, хронистом из бенедиктинского аббатства Святого Беннета на Островке в Норфолке, а также автором «Истории Англии» (лат. Historia Anglicana) Бартоломью Коттоном из Нориджа. 
Некоторые выдержки из хроники, сделанные Ричардом Джеймсом, хранятся в Бодлеанской библиотеке Оксфордского университета. Английский перевод хроники, выполненный Томасом Форестером, вышел в 1854 году в Лондоне; комментированное научное издание её опубликовано в 1964 году историком-медиевистом профессором Ноттингемского университета Антонией Грансден.
Известный антикварий и драматург XVI века Джон Бейл в своём «Каталоге наиболее прославленных писателей Британии» (1548) приписывает также такие сочинения, как «Правители древней Англии и их епископаты» (лат. Regna pristina Angliae et eorum episcopatus) — составленный около 1270 года краткий перечень, сохранившийся в рукописи из собрания Геральдической палаты, сборник стихов «Законы духовные» (лат. Legum Medulla), «Согласование истории пророков» (лат. Concordantia divinae Historiae) и «Собрание основоположений» (лат. Concordia Decretorum).

## Издания
- The Chronicle of Florence of Worcester with the two continuations, including John of Eversden. Comprising annals of English history, from the departure of the Romans to the reign of Edward I. Translated from the Latin with notes and illustrations, by Thomas Forester. — London: Henry G. Bohn, 1854.
- The Chronicle of Bury St Edmunds 1212—1301. Chronica Buriensis 1212—1301. Edited with Introduction, Notes and Translation by Antonia Gransden. — London; Edinburgh: Nelson, 1964.